# Luca Pellegrini
Luca Pellegrini (Rome, 7 maart 1999) is een Italiaans voetballer die doorgaans als linksback speelt. Hij verruilde AS Roma in juli 2019 voor Juventus. Pellegrini debuteerde in 2020 in het Italiaans voetbalelftal.

## Clubcarrière
Pellegrini stroomde door vanuit de jeugdopleiding van AS Roma. Hij debuteerde op 26 september 2018 in de Serie A, tegen Frosinone. Hij viel na 81 minuten in voor Daniele De Rossi. Datzelfde seizoen mocht hij ook twee keer invallen in de Champions League, allebei de keren tegen Viktoria Pilsen. AS Roma verhuurde hem in januari 2019 vervolgens voor de rest van het seizoen aan het lager geklasseerde Cagliari om meer aan spelen toe te komen.
Pellegrini keerde niet meer terug bij Roma. Hij tekende in juli 2019 bij Juventus. Dat betaalde 22 miljoen euro voor hem aan Roma én liet Leonardo Spinazzola in ruil voor 29,5 miljoen euro ook naar Roma vertrekken. Pellegrini speelde daarna nog een jaar op huurbasis voor Cagliari. Dat bleek niet zijn laatste tijdelijke verblijf. Na zijn terugkeer in Turijn verhuurde Juventus Pellegrini in 2020/21 aan Genoa. Hij stond dat seizoen alleen bijna vijf maanden aan de kant met lies- en bovenbeenklachten. De toen net (weer) aangetreden coach Massimiliano Allegri gaf Pellegrini in seizoen 2021/22 een kans bij Juventus. Hij zat dat jaar 20 keer de hele wedstrijd op de bank, maar in de 18 speelronden die hij mocht spelen kreeg hij 15 keer een basisplaats. Daarin overtuigde hij de club niet. Juventus verhuurde Pellegrini gedurende seizoen 2022/23 opnieuw, eerst een halfjaar aan Eintracht Frankfurt en daarna de rest van het seizoen aan SS Lazio. Hoewel hij bij Lazio alleen sporadisch in mocht vallen, wilde coach Maurizio Sarri wel met hem verder. Pellegrini keerde daarom in augustus 2023 terug naar Rome, deze keer voor een huurperiode van twee jaar.

## Clubstatistieken
| Seizoen     | Club                  | Competitie  | Competitie | Competitie | Beker | Beker | Internationaal | Internationaal | Totaal | Totaal |
| Seizoen     | Club                  | Competitie  | Wed.       | Dlp.       | Wed.  | Dlp.  | Wed.           | Dlp.           | Wed.   | Dlp.   |
| ----------- | --------------------- | ----------- | ---------- | ---------- | ----- | ----- | -------------- | -------------- | ------ | ------ |
| 2018/19     | AS Roma               | Serie A     | 4          | 0          | 0     | 0     | 2              | 0              | 6      | 0      |
| 2018/19     | → Cagliari            | Serie A     | 12         | 0          | 0     | 0     | —              | —              | 12     | 0      |
| 2019/20     | Juventus              | Serie A     | 0          | 0          | 0     | 0     | 0              | 0              | 0      | 0      |
| 2019/20     | → Cagliari            | Serie A     | 24         | 0          | 0     | 0     | —              | —              | 24     | 0      |
| 2020/21     | → Genoa               | Serie A     | 11         | 0          | 1     | 0     | —              | —              | 12     | 0      |
| 2021/22     | Juventus              | Serie A     | 18         | 0          | 2     | 0     | 1              | 0              | 21     | 0      |
| 2022/23     | → Eintracht Frankfurt | Bundesliga  | 9          | 0          | 1     | 0     | 4              | 0              | 14     | 0      |
| 2022/23     | → SS Lazio            | Serie A     | 7          | 0          | 0     | 0     | 1              | 0              | 8      | 0      |
| 2023/24     | → SS Lazio            | Serie A     | 1          | 0          | 0     | 0     | 0              | 0              | 1      | 0      |
| Club totaal | Club totaal           | Club totaal | 86         | 0          | 4     | 0     | 8              | 0              | 98     | 0      |

Bijgewerkt t/m 24 augustus 2023

## Interlandcarrière
Pellegrini kwam uit voor alle Italiaanse nationale jeugdelftallen vanaf Italië –16. Hij nam met Italië –17 deel aan het EK –17 van 2016 en bereikte met Italië –20 de halve finale van het WK –20 van 2019. Pellegrini debuteerde op 11 november 2020 in het Italiaans voetbalelftal, in een oefeninterland tegen Estland (4–0 winst).
| Interlands van Luca Pellegrini voor Italië | Interlands van Luca Pellegrini voor Italië | Interlands van Luca Pellegrini voor Italië | Interlands van Luca Pellegrini voor Italië | Interlands van Luca Pellegrini voor Italië | Interlands van Luca Pellegrini voor Italië |
| No.                                        | Datum                                      | Wedstrijd                                  | Uitslag                                    | Goals                                      | Competitie                                 |
| Als speler van Genoa                       | Als speler van Genoa                       | Als speler van Genoa                       | Als speler van Genoa                       | Als speler van Genoa                       | Als speler van Genoa                       |
| ------------------------------------------ | ------------------------------------------ | ------------------------------------------ | ------------------------------------------ | ------------------------------------------ | ------------------------------------------ |
| 1                                          | 11 november 2020                           | Italië – Estland                           | 4 – 0                                      |                                            | Vriendschappelijk                          |